# Ријалто (Калифорнија)
Ријалто (енгл. Rialto) град је у америчкој савезној држави Калифорнија. По попису становништва из 2010. у њему је живело 99.171 становника.

## Демографија
Према попису становништва из 2010. у граду је живело 99.171 становника, што је 7.298 (7,9%) становника више него 2000. године.
| Група             | 2000.          | 2010.          |
| Белци             | 19.713 (21,5%) | 12.475 (12,6%) |
| Афроамериканци    | 20.464 (22,3%) | 16.236 (16,4%) |
| Азијати           | 2.271 (2,5%)   | 2.258 (2,3%)   |
| Хиспаноамериканци | 47.050 (51,2%) | 67.038 (67,6%) |
| Укупно            | 91.873         | 99.171         |